# Antoine Albeau

Antoine Albeau (2006)

Antoine Albeau (* 17. Juni 1972 in La Rochelle, Frankreich) ist ein französischer Windsurfer. Albeau nimmt am Windsurf World Cup mit der Segelnummer F-192 teil. In seiner Karriere hat er 27 Weltmeistertitel gewonnen.

## Geschwindigkeitsrekorde
Albeau erreichte am 5. März 2008 einen neuen Geschwindigkeitsrekord in allen Windsurf-Kategorien: Er surfte 49,09 Knoten (90,91 km/h) schnell auf einer 500-Meter-Strecke bei Saintes-Maries-de-la-Mer in der Camargue. Damit schlug er den bisherigen Rekordhalter Finian Maynard, der im April 2005 an derselben Stelle eine Geschwindigkeit von 48,70 kn erreicht hatte. Am 13. November 2012 verbesserte er die bisherige Bestmarke auf 49,41 kn auf einem etwa 1 km langen, 10 m breiten, 1 m tiefen und speziell angelegten Kanal an der Westküste Namibias, nahe der Stadt Lüderitz. Am 2. November 2015 verbesserte er diesen Rekord in Namibia nochmals auf 53,27 kn.

## Erfolge (Auszug)
- PWA Freestyle-Weltmeister: 2001[4]
- PWA Slalom-Weltmeister: 2004[5], 2006, 2007–2015, 2017–2018[6]
- PWA Super X-Weltmeister: 2006[6]
- Mehrfacher Französischer Windsurf-Race Meister (1986, 1988, 1990, 1991, 1995, 1996, 1997, 1999, 2000 und 2001)[6]
- 2008: 49,09 kn World Sailing Speed Record Windsurfer über 500 m[7]
- 2008–2012: 49,09 kn World Sailing Speed Record, Windsurfer über 500 m
- 2012–2015: 52,05 kn World Sailing Speed Record, Windsurfer über 500 m
- seit 2015: 53,27 kn World Sailing Speed Record, Windsurfer über 500 m